# 이정 (1511년)
이정(李貞, 1511년 7월 2일 ~1583년 11월 15일)은 조선의 무신이다. 본관은 덕수(德水) 자는 희복(希復)이다. 행 병절교위. 증 순충적덕병의보조공신(純忠積德秉義補祚功臣) 대광보국(大匡輔國) 숭록대부(崇祿大夫) 의정부(議政府) 좌의정(左議政) 겸(兼)영(領) 경영사(經筵事). 덕연부원군. 증조부는 통례원 봉례를 역임하신 이효조(李孝組), 조부는 사헌부 장령, 병조참의 등을 지낸 이거이며 선교랑 평시서 봉사를 지낸 이백록(李百祿)의 아들이다. 임진왜란의 명장 충무공 이순신의 아버지이자 정묘호란 때 순사한 이완의 조부이다.

## 생애
- 중종 6년(1511) 7월 2일 태어났다.
- 중종 25년~29년경(1530~1534경) 증 정경부인(貞敬夫人) 초계 변씨(草溪卞氏) 변수림(卞守琳)의 따님과 혼례 후 서울 건천동(現 서울 을지로)에 터를 잡으시다.(추정)
- 중종 30년(1535) 장남 이희신(李羲臣)이 태어나다.
- 중종 37년(1542) 차남 이요신(李堯臣)이 태어나다.
- 인종 1년(1545) 삼남 이순신(李舜臣)이 태어나다.
- 인종 1년경(1545경) 아버지인 이백록(李百祿)이 별세하다.(추정)
- 명종 1년(1546) 진소(陳訴)를 통해 아버지인 이백록(李百祿)이 중종 대왕의 국휼(國恤) 때 주육(酒肉)을 갖추어 베풀고는 아들을 성혼시켰다고 잘못 녹안(錄案)된 것을 바로잡았다.
- 연도미상 사남 이우신(李禹臣)이 태어나다.
- 명종 9년~14년경(1555~1560경) 서울 건천동에서 충청남도 온양시(現 아산시) 염치읍 백암리로 이주하다.(추정)
- 선조 6년(1573) 음서로 관직에 올라 종6품 병절교위를 지내시다.
- 선조 9년(1576) 종5품 창신교위를 지내시다.
- 선조 13년(1580) 경진(庚辰)正월23일 차남 이요신(李堯臣)을 39세로 참척하다.
- 선조 16년(1583) 11월 15일 향년 73세로 별세.
- 묘는 충남 아산시 음봉면 고룡산12-38 이충무묘소신도비 뒷편 어라산줄기 선영에 쌍분으로 모셔져 있다.
- 선조 37년(1604) 덕풍부원군 충무공 이순신이 임진왜란 순절 훈공으로 순충적덕병의보조공신(純忠積德秉義補祚功臣) 대광보국(大匡輔國) 숭록대부(崇祿大夫) 의정부(議政府) 좌의정(左議政) 겸(兼)영(領) 경영사(經筵事)에 추증되고 덕연부원군(德淵府院君)에 봉 해졌다.

## 평가
조선왕조실록을 근거로 아버지인 선교랑 평시서 봉사를 지낸 이백록(李百祿)에 대한 녹안을 당대 영의정인 윤인경 등을 통하여 진소(陳訴) 해결한 것을 볼 때 비록 관직 생활을 하지 않았지만 4대조이신 정정공 이변(李邊), 조부이신 이거(李琚)의 영향이 남아 있어 사대부들과 여전히 교류가 있었던 것을 알 수 있으며 잘못을 바로 잡고자 노력한 강단있는 성격임을 알 수 있다.
조선왕조실록 명종 1년(1546) 의득의 내용은 다음과 같다. 윤인경 등이 의논드리기를,"삼가 이정(李貞)의 진소(陳訴)를 보니, 그 아비 백록(百祿)이 중종 대왕의 국휼(國恤) 때 주육(酒肉)을 갖추어 베풀고는 아들을 성혼시켰다고 잘못 녹안(錄案)되었다. 그런데 이는 그때 경상 감사(慶尙監司)의 계본(啓本)에는 주육을 갖추어 베풀었다는 말이 없었는데 형조(刑曹)에서 함문(緘問)할 때 주육 설판(酒肉設辦)이란 네 글자를 첨가하여 아뢰어서 의금부로 옮기고는 곤장을 쳐서 복초(服招)한 것이라고 합니다. 이하생략"
슬하에 형제들에게 생전과 사후 재산증여가 이루어 졌는데 부인인 초계 변씨(草溪卞氏)가 1588년 3월 12일 작성한 별급문기를 참고하면 전국에 노비 총 21명(노 12명, 비 9명)과 토지(영광, 나주, 고흥, 영변, 은율, 은진, 아산, 온양 등)를 소유하고 있어 몰락한 양반의 집안으로 볼 수 없다. 
```
장남 
이희신
(李羲臣)은 장자이고 가문의 상속자로 승중(承重)으로 분급되었는데 선조 9년(1576) 삼남 
이순신
(李舜臣)이 과거에 급제하였을 때 노 2명, 비 2명을 받은 기록만 남아있어 이미 받은 노비가 있었는지는 확인할 수 없다. 다만 증조부 이백록의 묘가 있는 경기도 용인 일대에 선산이 있는 바 사전에 상속되었음을 추정할 수 있다. 차남 
이요신
(李堯臣)에게는 생원이 되었던 선조 6년(1573) 노 3명, 비 3명을 각각 분급되었는데 영광(4명)과 나주(2명)에 거주하고 있던 기록이 있다. 삼남 
이순신
(李舜臣)에게는 무과에 급제하였던 선조 9년(1576) 분급된 노 7명(말질비, 복수, 추산, 몽간, 순화, 만손, 수비), 비 1명(춘화)이 있으며 영광, 나주, 고흥의 지역에 거주한 기록이 있다. 막내 이우신(李禹臣)에게는 명종 19년(1564) 노 2명, 비 2명이 분급되었고 아산 출신 종인 윤복과 남원(2명) 출신이 있다.
[
2
]
```

덕연부원군(德淵府院君) 이정(李貞)의 아들 대에서  참판공파(羲臣), 율리공파(堯臣), 충무공파(舜臣)로 나뉘어 세계(世系)를 이루었다. 덕연부원군 종친회는 1년에 한번 묘가 있는 아산 음봉면 삼거리 이충무공 묘역 서쪽 능선에 모여 시제를 드리며 조상의 음덕과 은덕을 기리고 있다. 아들 손이 없는 4남 이우신(李禹臣)은 이정(李貞)의 시제 다음으로 드리고 이후 각 계파 별로 나누어 진행한다.
덕연부원군(德淵府院君) 이정(李貞)이 1555년~1560년 사이 충청남도 아산시 염치읍 백암리 일대에 터를 잡은 이후 덕수이씨 덕연부원군 후손(율리공파, 충무공파)들의 집성촌이 되었으며 지금까지 이어지고 있다. 장자 이희신(李羲臣)의 후손인 참판공파는 풍암공 이백록(李百祿)의 묘가 있는 경기도 용인시 수지구 고기동 일대에 터를 잡았다.

## 가족관계
- 증조부 : 이효조(李孝組), 통례원봉례
  - 조부 : 이거(李琚, 미상~1502), 사헌부장령, 한림, 홍문관 박사, 순천부사, 병조참의
    - 백부 : 이백복(李百福), 통훈대부 함종현령.
    - 부 : 이백록(李百祿) 호는 풍암, 평시서봉사
    - 모 : 초계 변씨(草溪卞氏), 변감(卞誠)의 딸
      - 본인 : 증 좌의정 덕연부원군(德淵府院君) 이정(李貞, 1511~1583)
      - 부인 : 증 정경부인 초계 변씨(草溪卞氏, 1515~1597) - 장사랑 변수림(卞守琳)의 딸
        - 장자 : 이희신(李羲臣, 1535~1587), 증 병조참판
        - 며느리 : 증 정부인 진주 강씨(晉州姜氏), 강세온(姜世溫)의 딸
          - 손자 : 이뢰(李蕾, 1561~1648), 찰방
          - 손자 : 이분(李芬, 1566~1619), 병조정랑
          - 손자 : 이번(李蕃, 1575~1668), 효릉참봉
          - 손자 : 이완(李莞, 1579~1627), 증 병조판서, 시호 강민(剛愍), 정묘호란 전사

        - 차남 : 이요신(李堯臣, 1542~1580), 증 호조참판동의금부사
        - 며느리 : 증 정부인 청품김씨(清風金氏), 김대신(大頣)의 딸
          - 손자 : 이봉(李菶, 1563~1650), 선무원종공신 2등, 경상도병마절도사겸 오위도청부 부총관, 평안도병마절도사, 포도대장, 삼척포첨사
          - 손자 : 이해(李荄, 1566~1645), 선무원종공신 2등, 훈련원주부

        - 3남 : 이순신(李舜臣, 1545~1598), 덕풍부원군(德豐府院君), 시호 충무(忠武)
        - 며느리 : 정경부인 상주 방씨(尙州 方氏; 온양 방씨)
          - 손자 : 이회(李薈, 1567~1625) 선무1등공훈, 훈련원 첨정, 증 승정원 좌승지
          - 손자 : 이예(李䓲, 1571~1631) 형조정랑, 증 승정원 좌승지
          - 손자 : 이면(李葂, 1577~1597) 증 이조 참의, 정유재란시 왜군과 교전 중 전사

        - 며느리(첩) : 해주 오씨(海州吳氏; 해주 오씨)
          - 손자 : 이훈(李薰, 1574~1624) 무과, 증 병조참의, 이괄의 난 진압 중 전사
          - 손자 : 이신(李藎, 미상~1627) 무과, 정묘호란시 종형제 이완(李莞)과 함께 전사

        - 4남 : 이우신(李禹臣, 미상), 참봉
        - 며느리 : 온양 조씨(溫陽鄭氏)

    - 숙부 : 이백령(李百齡), 생원.

## 문헌
字希復 行秉節校尉 贈純忠積德秉義補祚功臣大匡輔國崇祿大夫議政府左議政 兼領經筵事 德淵府院君 一五一一年中宗辛未七月二日生▶一五八三年宣祖癸未十一月十五日卒 享年七十三 墓牙山郡陰峰面三巨里於羅山下氷項峴西麓隔一岡子坐 有表石 配贈貞敬夫人草溪卞氏 父守琳 祖郡守弘祖 縣監自浩曾孫 外祖眞寶趙氏 一五一五年中宗乙亥五月四日生▶一五九七年宣祖 丁酉四月十一日卒 享年八十三 墓雙墳 始居牙山郡塩峙面白岩里

## 관련 작품
- 《불멸의 이순신》(KBS1, 2004년, 배우:박철호)